# 여성도서관 (런던)

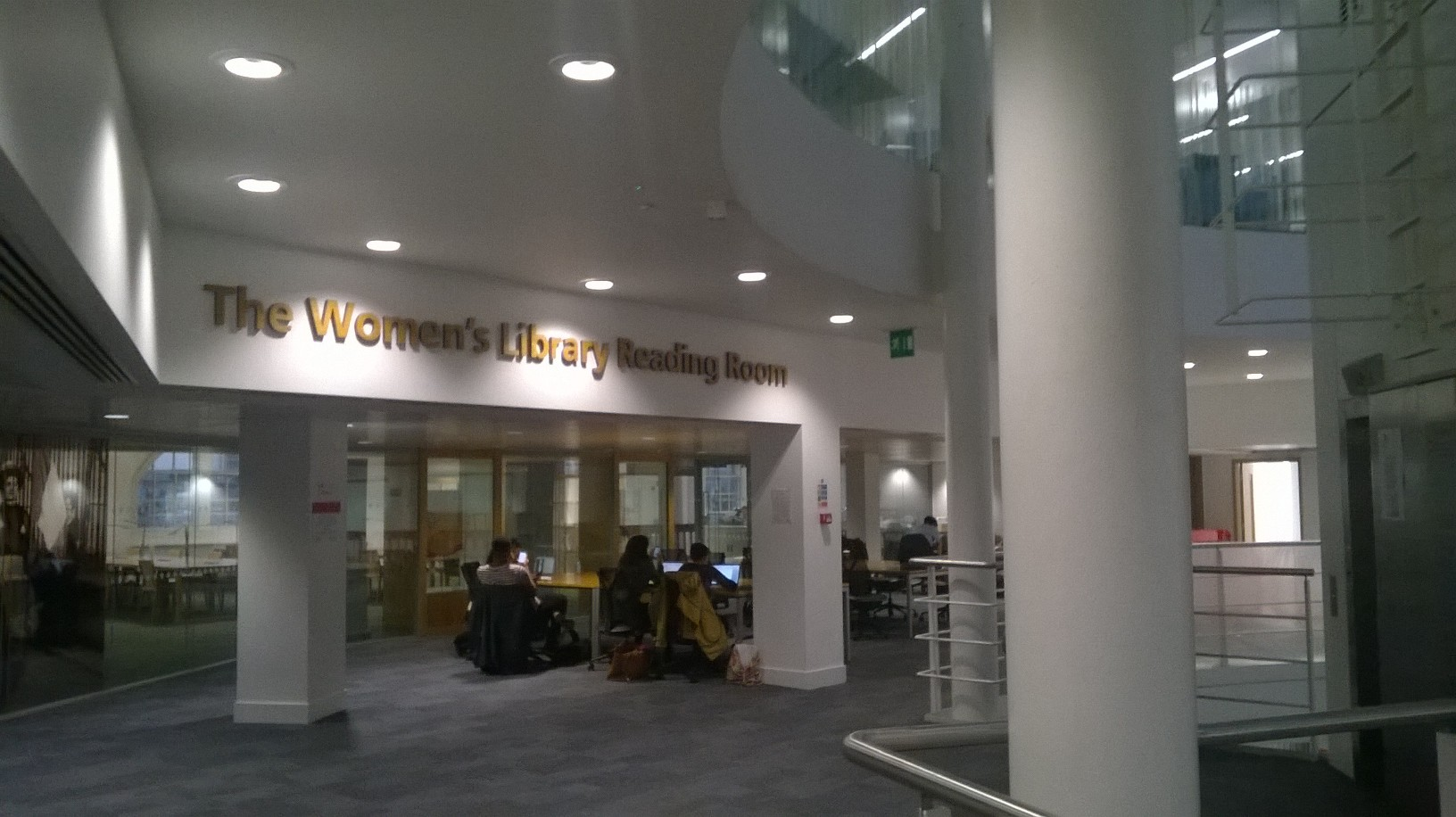

여성도서관(Women's Library)은 런던 정치경제대학교에서 2013년부터 운영하고 있는 여성도서관이다.
1909년에 루스 캐번디시 벤팅크(Ruth Cavendish Bentinck)가 수집한 책을 1926년에 정리하였고, 포셋 소사이어티에서 운영하다가 현재의 런던 메트로폴리탄 대학교로 운영권이 넘어갔고, 2012년에 재정 문제로 런던 정치경제대학교로 이전하기로 결정되어 2013년부터 런던정경대에서 운영중이다.

## 같이 보기
- 페미니스트 도서관
- 글래스고 여성도서관